# Orson Scott Card
Orson Scott Card er en produktiv amerikansk forfatter født den 24. august 1951 der har skrevet kritikerroste og prisvindende bøger i flere genrer, hovedsagelig science fiction og fantasy. Til dansk er oversat Ender's Strategi (en: Enders Game) og Sangmesteren, hvoraf Ender's Strategi, er første bind i en serie på indtil nu otte bind (det sidste bind udgivet i 2005), hvoraf dog kun denne er oversat til dansk. Hans bøger er ofte kendetegnet ved detaljerede personbeskrivelser og udforskning af moralske dilemmaer.
I 1985 vandt Enders Game de to højeste anmærkninger inde for science fiction genren, Hugo Award og Nebula Award. Og i 1986 vandt efterfølgeren Speaker for the Dead ligeledes samme priser – hvorved Orson Scott Card blev første forfatter der har vundet begge priser i efterfølgende år.
Orson Scott Card er også en aktiv samfundsdebattør, ofte, nominelt medlem af det demokratisk parti til trods, med konservative standpunkter.
Orson Scott Card er født og praktiserende medlem af kirken Jesu Kristi Kirke af Sidste Dages Hellige (mormon), er ansat som professor ved Southern Virginia University i Buena Vista, Virginia, og bor sammen med sin kone og fem børn i Greensboro, North Carolina.

## Udvalgt udgivelsesliste

### Tidlige udgivelser
- Capitol (1978)
- Hot Sleep (1978)
- A Planet Called Treason (1978)
- Songmaster (1979) (Dansk: Sangmesteren)
- Unaccompanied Sonata and Other Stories (1980)
- Hart's Hope (1983)
- The Worthing Chronicle (revised edition of Hot Sleep and Capitol) (1983)
- Saints (1983)

### Ender serien
- Ender's Game (1985) (Dansk: Ender’s Strategi)
- Speaker for the Dead (1986)
- Xenocide (1991)
- Children of the Mind (1996)
- First Meetings (collection of short stories) (2002)

### Shadow serien
- Ender's Shadow ("parallel" novel to Ender's Game) (1999)
- Shadow of the Hegemon (2001)
- Shadow Puppets (2002)
- Shadow of the Giant (2005)

### The Tales of Alvin Maker
- Seventh Son (1987)
- Red Prophet (1988)
- Prentice Alvin (1989)
- Alvin Journeyman (1995)
- Heartfire (1998)
- The Grinning Man (short story, published in Legends) (1998)
- The Yazoo Queen (short story, published in Legends II) (2003)
- The Crystal City (2003)
- Master Alvin (forthcoming)

### Homecoming Saga
- The Memory of Earth (1992)
- The Call of Earth (1992)
- The Ships of Earth (1994)
- Earthfall (1995)
- Earthborn (1995)

### "Women of Genesis" serien
- Sarah (2000)
- Rebekah (2001)
- Rachel and Leah (2004)
- The Wives of Israel (forthcoming)

### Andre senere værker
- Cardography (short story collection) (1987)
- Wyrms (1987)
- Treason (revised edition of A Planet Called Treason) (1988)
- The Folk Of The Fringe (1989)
- The Abyss (1989) (with James Cameron)
- Maps in a Mirror: The Short Fiction of Orson Scott Card (1990)

- The Changed Man (short story collection) (1992)
- Flux (short story collection) (1992)
- Cruel Miracles (short story collection) (1992)
- Monkey Sonatas (short story collection) (1993)

- Eye For Eye / Tunesmith (Tor double novel) (1990) (Eye For Eye is by Card, Tunesmith is by Lloyd Biggle, Jr.)
- The Worthing Saga (1990) (revision of The Worthing Chronicle)
- Lost Boys (1992)
- Lovelock (1994) (with Kathryn H. Kidd)
- Pastwatch: The Redemption of Christopher Columbus (1996)
- Treasure Box (1996)
- Stone Tables (1997)
- Homebody (1998)
- Enchantment (1999)
- Magic Mirror (1999) (children's book, art by Nathan Pinnock)
- Robota (2003) (art by Doug Chiang)
- Magic Street (2005)
- Pastwatch: The Flood (forthcoming)
- Rasputin (forthcoming) (with Kathryn H. Kidd)
- Ultimate Iron Man – www.hatrack.com (graphic novel) (2005)

### Teaterstykker
- Posing as People (2004) (three one-act plays based on short stories by Card, first production directed by Card)

- Clap Hands and Sing (adapted by Scott Brick)
- Lifeloop (adapted by Aaron Johnston)
- Sepulchre of Songs (adapted by Emily Janice Card)

### Ikke fiction
- Listen, Mom and Dad (1978)
- Ainge (1982)
- Saintspeak (1982)
- A Storyteller in Zion (1993)

### Bøger om at skrive
- Characters and Viewpoint (1988)
- How to Write Science Fiction and Fantasy (1990)